# 가모촌 (오카야마현 미쓰군)
가모촌(加茂村)은 오카야마현 미쓰군에 있던 촌이다. 현재의 가모군 기비추오정의 일부에 해당한다.

## 역사
- 1889년 6월 1일 - 정촌제 시행에 의해 쓰다카군 가모촌이 성립하였다.
- 1900년 4월 1일 - 군의 통합에 의해 미쓰군에 소속되었다.
- 1922년 - 가미카모의 소작인이 가모촌 소작조합을 결성하여 소작쟁의가 발생하였고, 1923년 지주측은 가미카모 지주조합을 결성하여 협의한 결과, 동년에 한해 소작료를 감액하는 것으로 매듭지어졌다
- 1932년 4월 1일 - 후쿠야마촌, 기비군 스가타니촌과 합병해 쓰가촌이 신설하여 폐지되었다.

## 참고문헌
- 角川日本地名大辞典 33 岡山県
- 『市町村名変遷辞典』東京堂出版、1990年。